# Staurostoma falklandica
Staurostoma falklandica is een hydroïdpoliepensoort uit de familie van de Laodiceidae. De wetenschappelijke naam van de soort is voor het eerst geldig gepubliceerd in 1907 door Browne.